# Gangapur City
Gangapur City là một thành phố và khu đô thị của quận Sawai Madhopur thuộc bang Rajasthan, Ấn Độ.

## Nhân khẩu
Theo điều tra dân số năm 2001 của Ấn Độ, Gangapur City có dân số 96.794 người. Phái nam chiếm 53% tổng số dân và phái nữ chiếm 47%. Gangapur City có tỷ lệ 61% biết đọc biết viết, cao hơn tỷ lệ trung bình toàn quốc là 59,5%: tỷ lệ cho phái nam là 72%, và tỷ lệ cho phái nữ là 48%. Tại Gangapur City, 17% dân số nhỏ hơn 6 tuổi.